# Inconfundible (álbum)
Inconfundible es el título del sexto álbum de estudio grabado por el cantautor puertorriqueño-estadounidense de salsa Víctor Manuelle. Fue lanzado al mercado bajo el sello discográfico Sony Discos el 28 de septiembre de 1999, El álbum fue nominado a los Premios Billboard de la Música Latina por Mejor Álbum Tropical del año en el año 2000.

## Lista de canciones
| Inconfundible |                           |                                                |          |  |
| N.º           | Título                    | Escritor(es)                                   | Duración |  |
| 1.            | «Si la ves»               | Omar Alfanno                                   | 4:42     |  |
| 2.            | «Al igual que ayer»       | Gil Francisco                                  | 4:34     |  |
| 3.            | «Por ella»                | Ramón Rodríguez                                | 4:40     |  |
| 4.            | «Pero dile»               | Víctor Manuelle                                | 4:55     |  |
| 5.            | «Cuando tu amor se acaba» | Alejandro Jaén                                 | 4:34     |  |
| 6.            | «Si por ti fuera»         | Miguel Diaz                                    | 4:32     |  |
| 7.            | «Cómo quisiera decirte»   | Francisco Salinas                              | 4:13     |  |
| 8.            | «Como duele»              | Alejandro Jaén                                 | 4:55     |  |
| 9.            | «Por ti»                  | Buddy Richard                                  | 4:38     |  |
| 10.           | «Bella sin alma»          | A. Casella · Ricardo Cocciante · Marco Luberti | 4:34     |  |

## Posicionamiento en las listas
| Lista (1999)                         | Máxima posición |
| ------------------------------------ | --------------- |
| U.S. Billboard 200                   | 96              |
| U.S. Billboard Top Latin Albums      | 2               |
| U.S. Billboard Tropical/Salsa Albums | 1               |

### Sucesión y posicionamiento
| Predecesor: Buena Vista Social Club de Buena Vista Social Club | U.S. Billboard Tropical/Salsa Albums — Álbum N°. 1 16 de octubre de 1999 - 19 de noviembre de 1999 | Sucesor: Buena Vista Social Club Presents Ibrahim Ferrer de Ibrahim Ferrer |